# Bayer-Hochhaus
Das Bayer-Hochhaus (Bayer-interne Bezeichnung: W1) war ein 122 Meter hohes Verwaltungsgebäude der Bayer AG in Leverkusen. Es wurde vom Düsseldorfer Architekturbüro Hentrich, Petschnigg & Partner entworfen und 1960–1963 errichtet. Nach dem gescheiterten Versuch, das Haus in eine große Medienfassade umzubauen, wurde am 20. Januar 2011 bekannt, dass es abgerissen werden soll. Der Abriss wurde im Jahr 2012 durchgeführt. An der Stelle des Hochhauses befindet sich heutzutage der Zugang zu den erhaltenen und weiterhin genutzten Untergeschossen.

## Geschichte
Weil die Produktion im Leverkusener Bayer-Werk seit der Währungsreform stetig stieg, war es nötig, neue Gebäude zu errichten. Für die Verkaufabteilungen sollte ein eigenes Hochhaus in der Nähe der Hauptverwaltungen gebaut werden. Die Entscheidung für ein Hochhaus fiel, weil es wenig Grundfläche beanspruchte und sich gut in den Japanischen Garten des Carl-Duisberg-Parks integrieren ließ, aber vor allem deswegen, weil es weithin zu sehen war und die Lage des Werks markierte. Der Entwurf stammt von den damals in einer Arbeitsgemeinschaft zusammengeschlossenen Helmut Hentrich, Hubert Petschnigg, Fritz Eller, Erich Moser, Robert Walter, Hans Köllges und Hans Stutz.
Das 65 Meter lange und 19 Meter breite Bayer-Hochhaus hatte 29 nutzbare Stockwerke mit einer Geschossfläche von 26.000 m². Es war auf dem 35. Platz der höchsten Gebäude Deutschlands gelistet, und zu dieser Zeit mit 122 Metern das höchste und modernste Bürogebäude Europas.
Das Gebäude diente von 1963 bis 2002 als Bayer-Konzernzentrale. Diese zog dann in einen Neubau, der sich direkt neben dem Hochhaus befindet. Bis Ende 2006 war das Hochhaus Unternehmenssitz der Bayer Konzerngesellschaft Bayer MaterialScience (BMS) und beherbergte außerdem einzelne Abteilungen der Lanxess AG. Diese wurden dann in andere Gebäude aufgeteilt. Seitdem stand das Gebäude vollständig leer.
Das Bayer-Hochhaus wurde im März 1999 zu Werbezwecken und aus Anlass des 100-jährigen Aspirin-Jubiläums für mehrere Wochen mit einer Folie in eine Aspirinverpackung verkleidet.

## Abrisspläne und Umbau zur Medienskulptur

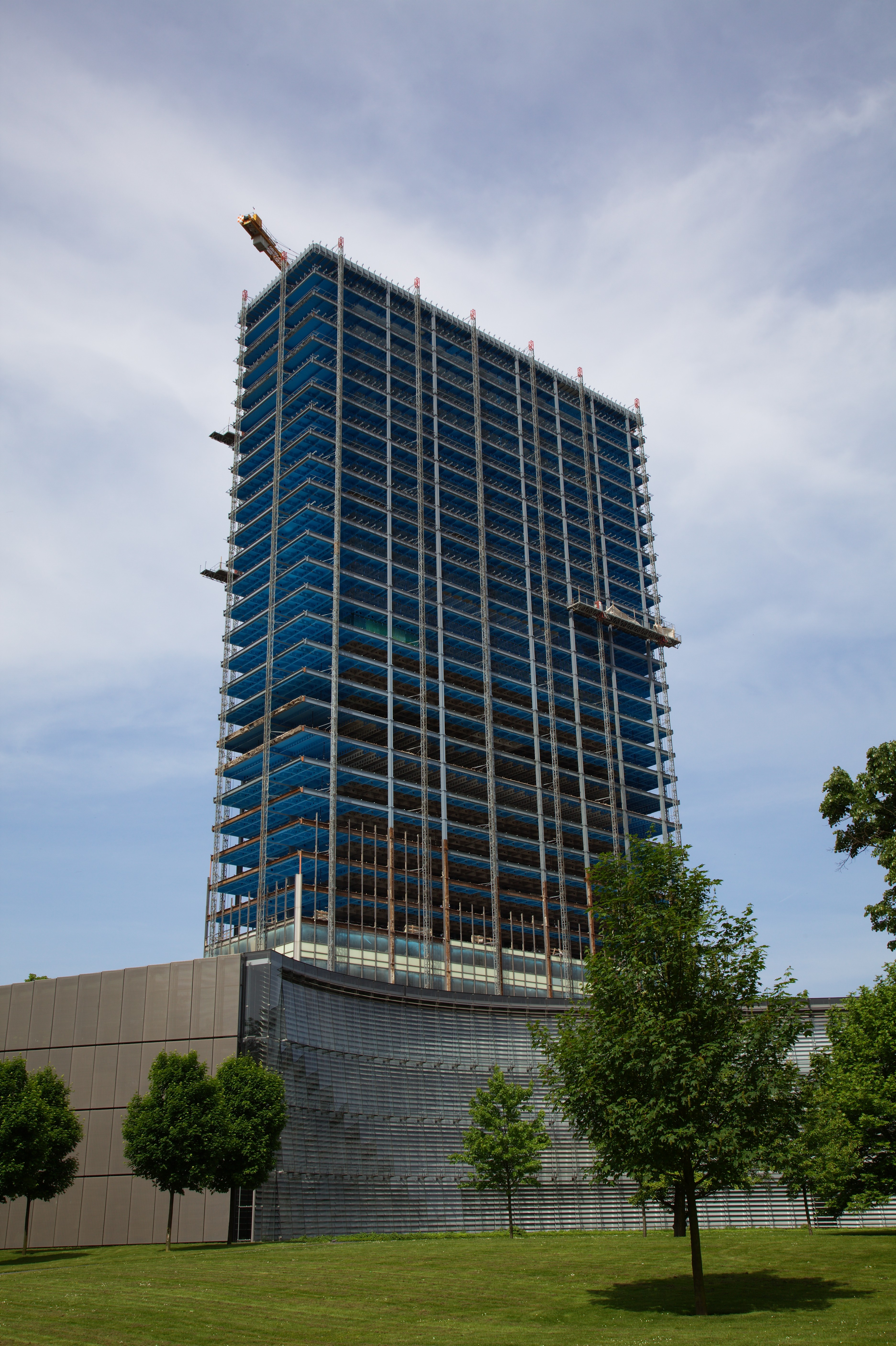
Entkerntes Bayer-Hochhaus mit neuer Konzernzentrale im Vordergrund

Ursprünglich sollte das Bayer-Hochhaus 2001 abgerissen werden. Nachdem sich der Abrisstermin immer wieder verzögerte, wurde im Mai 2007 auf den Abriss verzichtet.
Die Bayer AG plante nun die Umwandlung der ehemaligen Konzernzentrale in eine weithin sichtbare Medienskulptur, die als Kommunikationsinstrument genutzt werden sollte. Dazu wurde das Gebäude entkernt und die Fassade renoviert. Es wurden 5,6 Millionen LED-Leuchten an der Außenwand befestigt, die bewegte Bilder im Großformat darstellen konnten. Innerhalb des Gebäudes wurde ein sogenannter „grüner Kern“ aus halbtransparentem Makrolon gebaut.
Nach der Fertigstellung, die zunächst für Herbst 2009 vorgesehen war, sollte das Bayer-Hochhaus zu den größten Medienfassaden der Welt zählen. Aufgrund technischer Probleme wurde das Vorhaben im Januar 2011 jedoch aufgegeben und erneut der Abriss angekündigt.
Der Abriss wurde im Jahr 2012 durchgeführt, die entstandene Freifläche wurde dem angrenzenden japanischen Garten zugeschlagen (Stand: März 2013).